# Тоса Міцуйосі
Тоса Міцуйосі (1539 —22 червня 1613) — японський художник періоду Адзуті-Момояма. Представник школи Тоса.

## Життєпис
Другий син придворного художника Тоса Міцумоті. Народився 1539 року. Навчався малюванню у батька. У 1550-х роках працював під орудою свого старшого брата Міцумото над замовленням імператорського двору і сьогунів. У 1569 році після загибелі брата у битві проти військ Ода Нобунаги, який невдовзі став фактичним господарем більшої частини Японії, Тоса Міцуйосі разом з родиною було заслано до провінції Тамба. В результаті представники роду Тоса втратили статус придворних художників й були позбавлені спадкової посади голови Бюро живопису.
У 1580-х роках Тоса Міцуйосі перебирається до міста Сакаї (поблизу Осаки). Тут створює картини для заможних місцевих купців. Разом з тим Міцуйосі навчався новим елементам живопису і новим жанрам, які більше подобалися містянам, в результаті чого перелік сюжетів розширився. 
Працював в Сакаї до самої смерті у 1613 році. Після цього школу очолив його син Тоса Міцунорі. Інший син (або лише учень) Тоса Хіроміті заснував відділення школи Тоса в Едо, яке невдовзі перетворилося на самостійну школу.

## Творчість
Працював під псевдонимом Киюйоку. Розвивав стиль ямато-е, вдосоналивши техніку передачи кольорів, розширив кольорову гамму, відтінки, що з цього часу школа Тоса стала застосовувати у своїх роботах. Переважно створював поліхромні ширми і фрески, ілюстрації до книг. Найвідомішими є ілюстрації до роману «Ґендзі моноґатарі» (теперзберігаються в Національному музеї в Кіото).